# Henric al II-lea al Franței
Henric al II-lea (franceză Henri II; n. 31 martie 1519, Saint-Germain-en-Laye – d. 10 iulie 1559, Hôtel des Tournelles, Paris) a fost regele Franței între 1547 și 1559. El provenea din dinastia Valois-Angoulême. 

## Primii ani
Henric s-a născut la Castelul Saint-Germain-en-Laye, situat în apropierea Parisului și a fost al doilea fiu al regelui Francisc I al Franței și al reginei Claude de France (fiica regelui Ludovic al XII-lea al Franței). La naștere a primit titlul de duce de Orléans iar prenumele l-a datorat nașului său, Henric al VIII-lea al Angliei. .
Tatăl său a fost capturat în Bătălia de la Pavia în 1525 de dușmanul său Carol Quintul și ținut prizonier în Spania. Pentru a se obține eliberarea sa, Henric și fratele său mai mare au fost trimiși în Spania în locul său. Ei au rămas în captivitate timp de trei ani.
Jean Capello, ambasadorul Veneției la curtea Franței l-a descris ca fiind "înalt și bine construit, cu figura frumoasă și agreabilă și un ten puțin maro". Spre deosebire de tatăl său Francisc I, Henric era o natură mai taciturnă.
În 1536, când fratele său mai mare, Francisc, a murit otrăvit, Henric a devenit moștenitor al tronului. I-a succedat tatălui său la vârsta de 28 de ani și a fost încoronat ca regele Henric al II-lea al Franței la 25 iulie 1547 la Catedrala Notre-Dame din Reims.

## Domnie

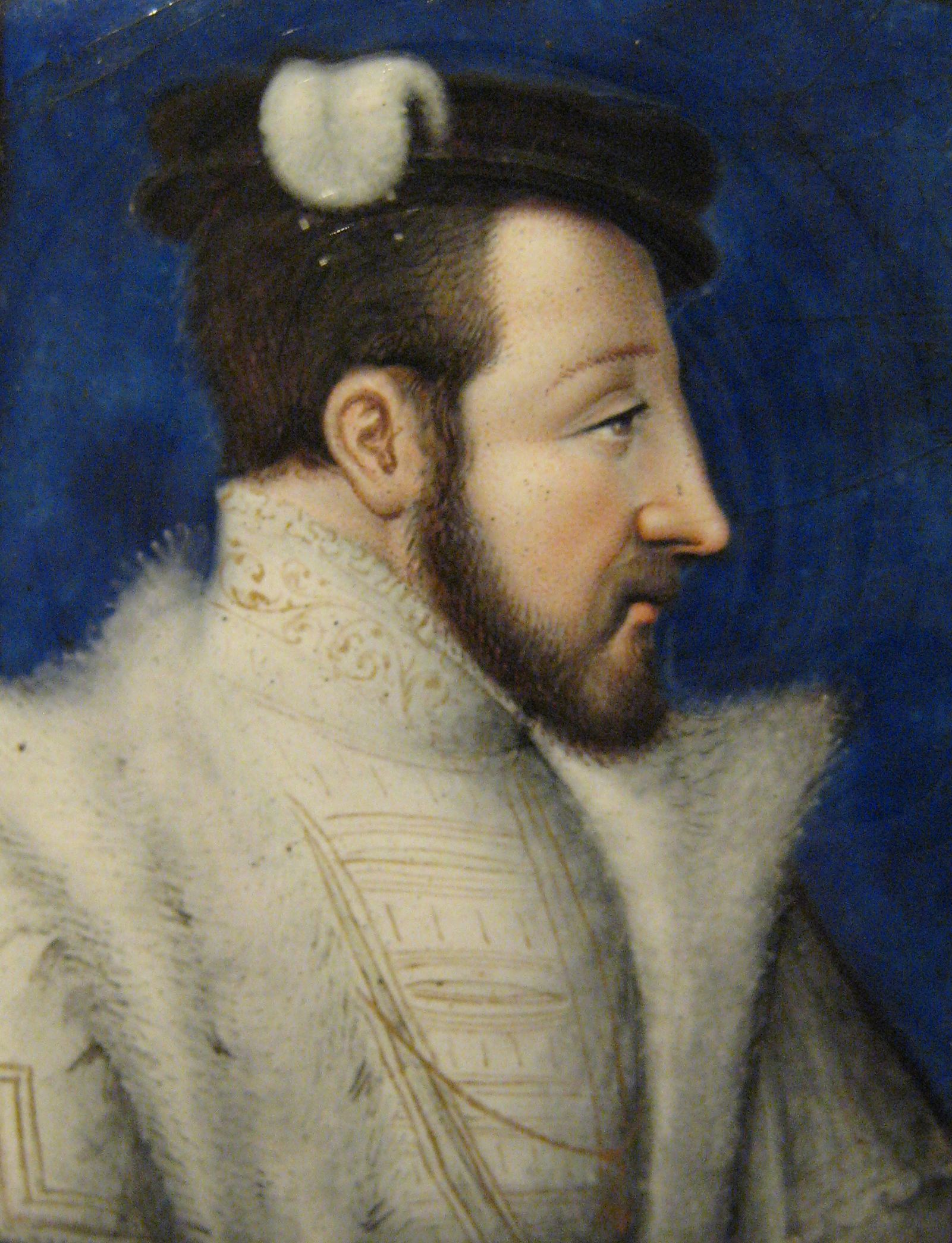

Domnia lui Henric al II-lea a fost marcată de războaie cu Austria și de persecutarea hughenoților protestanți. Printre metodele de prigonire a hughenoților de către catolici se pot aminti: arderea pe rug, tăierea limbii; aceste măsuri draconice se puteau lua doar la bănuiala de a fi protestanți. S-a reglementat strict domeniul publicațiilor prin interzicerea vânzării, importului sau imprimării de orice cărți neaprobate. 
Războiul din Italia din 1551-1559, uneori cunoscut sub numele de Războiul Habsburgic-Valois, a început atunci când Henric a declarat război împotriva lui Carol al V-lea cu intenția de a recupera Italia și de a asigura Franței dominația în afacerile europene. Henric al II-lea s-a aliat cu prinții protestanți germani prin Tratatul de la Chambord din 1552. Simultan, a continuat alianța politică a tatălui său dintre Franța și Imperiul Otoman care i-a permis lui Henric să facă presiuni pentru cuceriri franceze spre Rin în timp ce o flotă franco-otomană apăra sudul Franței.
Henric a capturat orașele episcopale Metz, Toul și Verdun și a învins armata habsburgică în Bătălia de la Renty în 1554. Încercarea franceză de a invada Toscana în 1553 a eșuat în Bătălia de la Marciano.

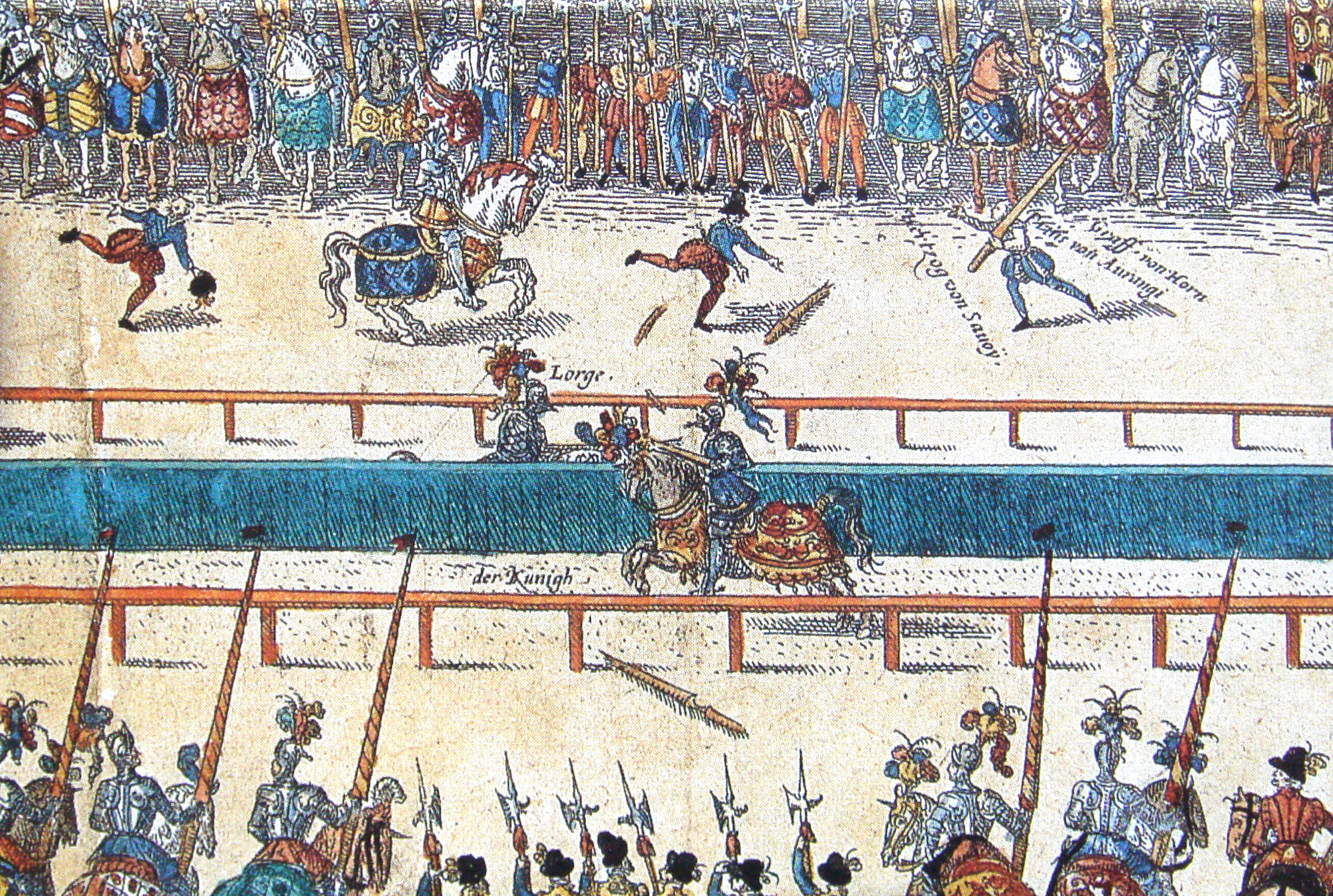
Fatalul turnir dintre Henric al II-lea și contele de Montgomery.

După abdicarea lui Carol Quintul în 1556 și după împărțirea Imperiul habsburgic între Filip al II-lea al Spaniei și Ferdinand I, punctul central al războiului s-a mutat în Flandra, unde Filip în alianță cu Emanuel Filibert de Savoia, a învins Franța la St Quentin. Intrarea Angliei în război mai târziu în acel an a condus la capturarea orașului Calais iar armatele franceze au jefuit posesiunile spaniole din Țările de Jos. Henric a fost totuși nevoit să accepte în 1559 pacea de la Cateau-Cambrésis între Spania și Franța, în care a renunțat la orice alte pretenții în Italia. Franța a renunțat la Piemont și Savoia pentru Ducele de Savoia însă a păstrat Saluzzo, Calais și orașele Metz, Toul și Verdun. Spania a păstrat Franche-Comté. 
Emanuel Filibert de Savoia s-a căsătorit cu Margareta a Franței, sora lui Henric al II-lea iar Filip al II-lea al Spaniei s-a căsătorit cu fiica lui Henric, Elisabeta de Valois. Henric a crescut-o la curtea sa pe tânăra Maria Stuart și a căsătorit-o cu fiul său cel mare în speranța de a utiliza acest lucru în cele din urmă pentru a stabili o cerere dinastică în Scoția. Henric și Maria Stuart au semnat un document secret, ilegal conform legilor din Scoția, care ar fi asigurat domnia familiei de Valois în Scoția chiar dacă ea ar fi murit fără să aibă un moștenitor.
La turnirul de sărbătoare pentru încheierea păcii cu Habsburgii la data de 20 mai 1559 și pentru celebrarea căsătoriei fiicei lui, regele Franței a fost rănit mortal de o lance a lui Gabriel Montgomery, căpitan al gărzii scoțiene a regelui. Lancea i-a străpuns ochii și, în ciuda eforturilor chirurgului regal Ambroise Paré, el a murit la 10 iulie 1559 de septicemie. A fost înmormântat la biserica Saint Denis din Paris. Moartea lui Henric a fost un factor care, în cele din urmă, a dus la sfârșitul acestui sport.
După o serie de lupte interne între fiii lui pentru tronul Franței, succesorul la tron a fost Francisc al II-lea care a murit anul următor și a fost succedat de doi frați ai săi. Mama lor a fost regentă.

## Căsătorie și copii
La 28 octombrie 1533 Henric s-a căsătorit cu Caterina de Medici; ambii miri aveau 14 ani. Anul următor Henric s-a implicat într-o relație amoroasă cu văduva de 35 de ani Diana de Poitiers. Au fost foarte apropiați: ea l-a îmbrățișat public în ziua în care a plecat spre Spania iar în timpul turnirului său el a insistat să poarte în vârful lăncii sale panglica ei în locul panglicii soției sale. 

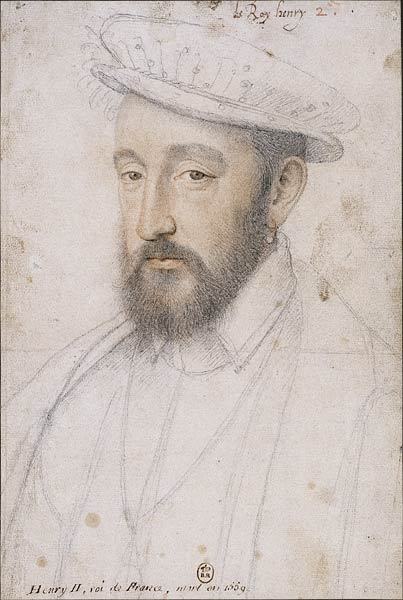
Henric al II-lea.

Diane a devenit cea mai sigură confidentă a lui Henric și, pentru următorii douăzeci și cinci ani, a deținut o influență considerabilă semnând chiar și documente regale. Extrem de încrezătoare în sine, matură și inteligentă, ea a lăsat-o pe Caterina fără puterea de a interveni. A insistat totuși ca Henric să se culce cu Caterina pentru a dărui tronului moștenitori.
Henric și Caterina au avut zece copii:
- Francisc al II-lea, Rege al Franței ( 19 ianuarie 1544 - 5 decembrie 1560), căsătorit cu Maria Stuart regina Scoției (1560)
- Elisabeta de Valois, Regină Consoartă a Spaniei (2 aprilie 1545 –  3 octombrie 1568), căsătorită cu Filip al II-lea regele Spaniei, fiul lui Carol Quintul
- Claude a Franței, Ducesă de Lorena  (12 noiembrie 1547 – 21 februarie 1575)
- Louis al Franței, Duce de Orleans (3 Februarie 1549 – 24 Octombrie 1550), a murit în copilărie.
- Carol al IX-lea, Rege al Franței (27 iunie 1550 - 30 mai 1574)
- Henric al III-lea, Rege al Franței (19 septembrie 1551 – 2 august 1589). Necăsătorit. Ultimul rege din dinastia Valois.
- Margareta, Regină Consoartă a Franței și Navarrei  (14 mai 1553 –  27 martie 1615), căsătorită cu Henric al IV-lea rege al Franței.
- Hercule François, Duce de Anjou (18 martie 1555 – 10 iunie 1584). Nu a fost căsatoeit, insă a curtato pe Elisabeta I a Angliei.
- Victoria a Franței (24 Iunie 1556 –  17 August 1556). Sora Geamană a lui Joan.
- Joan (24 Iunie 1556). A murit la naștere.

Henric a avut și patru copii nelegitimi:
- Cu Filippa Duci: Diane, Ducesă d'Angoulême (1538–1619). La vârsta de 14 ani tânăra Diana s-a căsătorit cu Orazio Farnese, Duce de Castro, care a murit de tânăr în bătălie. Al doilea mariaj a fost cu François, duce de Montmorency.
- Cu Lady Janet Stewart, ea însăși fiică nelegitimă a lui Iacob al IV-lea al Scoției: Henri de Valois, Duce d'Angoulême (1551–1586). A fost recunoscut și a devenit guvernator de Provence.
- Cu Nicole de Savigny: Henri, Conte de Saint-Rémy (1557–1621). Unul dintre ultimii lui descendenți a fost Jeanne de Valois-Saint-Rémy, contesă de la Motte, faimoasă pentru rolul ei din Afacerea Colierului de Diamante.